# پادشاه ژوآنگ ژو
پادشاه ژوآنگ از ژو (به چینی: 周莊王) با نام شخصی جی تو (به چینی: 姬佗)؛ پانزدهمین پادشاه دودمان ژو و سومین پادشاه ژو خاوری بود. او جانشین پدرش پادشاه هوآن ژو بود و از ۶۹۶ تا ۶۸۲ پ. م سلطنت کرد. پس از او پسرش پادشاه شی ژو به سلطنت رسید. او یک پسر کوچک‌تر به نام شاهزاده توی داشت.

## خانواده
صیغه‌ها
- یائو جی از طایفه یائو (姚姬 姚姓)؛ مادر شاهزاده توی

پسران
- شاهزاده هوچی (王子胡齊؛ مرگ ۶۷۷ پ. م)؛ پادشاه شی ژو
- شاهزاده توی (王子頹؛ ۶۹۶-۶۷۳ پ. م)؛ از ۶۷۵ تا ۶۷۲ مدعی تاج‌وتخت بود.